# Nicolae Zugrav
Nicolae Zugrav (n. 1871, Uricani, județul Hunedoara – d. 1940) a fost un deputat în Marea Adunare Națională de la Alba Iulia , organismul legislativ reprezentativ al „tuturor românilor din Transilvania, Banat și Țara Ungurească”, cel care a adoptat hotărârea privind Unirea Transilvaniei cu România, la 1 decembrie 1918  :p. 229..

## Biografie
Nicolae Zugrav face parte dintr-un șir de cinci preoți din familia cu numele „Zugravu”: Nicolaie Popa Zugravu – tânărul pictor din Râmnicu Vâlcea care a realizat pictura bisericii de lemn din Uricani ridicată în anii 1790-1791 și pictată între anii 1792-1806 – care a fost ales preot de locuitorii comunei Uricani, funcție deținută până în anul 1834; Ilie Zugravu – preot în perioada 1834-1864; Nicolaie Zugravu - preot în perioada 1864-1891; Ilie Zugravu - preot în perioada 1891-1897; Nicolaie Zugravu - preot în perioada 1897-1914 . A făcut școala primară din satul natal, Liceul la Blaj, iar mai târziu Teologia la Budapesta. În 21 mai 1896 se căsătorește cu Lucreția Munteanu . A fost hirotonit în 1896 ca preot-ajutor în Vișag. În perioada 1897-1913 a fost preot-paroh în satul natal, Uricani, iar în perioada 1913-1940 a fost paroh și protopop la Lupeni, unde a fost și președinte al Consiliului Național Român:p. 229. Din 1921 a fost canonic al Episcopiei din Lugoj :p. 306.
La Uricani a fost primul preot cu studii teologice înalte, întrucât preoții de până la el au fost, majoritatea, neștiutori de carte, el fiind absolvent al Seminarului Central și al Facultății de Teologie din Budapesta. A avut o contribuție deosebită la ridicarea unor monumente publice importante pentru locuitorii din zona Uricani-Hobiceni; astfel, s-a remarcat prin construirea casei parohiale din 1898, construirea unei școli cu două săli de clasă și a unei locuințe pentru directorul școlii în anul 1905, construcții din piatră, dotate cu toate dependințele necesare. A contribuit la înzestrarea parohiei cu o pădure de aproape 100 de iugăre cadastrale, câștigate cu ocazia segregării pădurilor . A pus bazele unui fond important pentru zidirea unei noi biserici, fond care ajunsese la suma de 100.000 lei până în anul 1930, bani din care s-au dat burse celor mai buni elevi de la Liceul din Petroșani, începând din anul 1927. De asemenea, la îndemnul său, preoțimea a renunțat la suma de 600.000 lei ce i s-ar fi cuvenit ca despăgubiri de război, în favoarea fondurilor de binefacere ale diecezei de Lugoj .
A organizat, în înțelesul modern, învățământul primar de la școala confesională care la venirea lui se afla într-o stare primitivă. A zidit noul edificiu, pentru ca apoi să atragă aici învățători și profesori bine pregătiți. Așa cum menționa parohul Alexandru Cosma în anul 1934 în documentul Istoria parohiei Hobiceni-Uricani. Temă pentru sinodul de primăvară din anul 1934: Prin învățătură sistematică în școală, prin predică regulată în biserică, prin pastorație aleasă și conștientă și mai ales printr-o viață atât privată cât și oficială cu adevărat preoțească s-a făcut cu adevărat lumina lumii și sarea pământului în această parte a viei Domnului. El a fost bărbatul providențial al acestei parohii. Când a fost numit protopop tractual și mai târziu canonic onorar, când a fost de două ori trimis în Senatul țării, toată Valea Jiului i-a strigat Vrednic este .
Când moare protopopul Ștefan Radic de la Petroșani, conducerea protopopiatului i se încredințează lui ca unuia dintre cei mai chemați și mai bine dotați dintre preoții de pe atunci, protopopiat pe care-l conduce întâi de la Uricani, iar mai apoi, din 1912, de la Lupeni. Și în timpul păstoririi sale din Lupeni, Nicolae Zugrav s-a remarcat prin munca sa stăruitoare și pricepută, care se concretizează în repararea bisericii, întemeierea unei școli confesionale românești, două case parohiale, o casă culturală etc. Chemat în două rânduri la centrul episcopal pentru a fi avansat pe scara ierarhică, Nicolae Zugravu refuză, preferând să rămână să slujească pe mai departe în Lupeni. De asemenea, va refuza mai târziu și funcția de ministru al cultelor care i se oferă. Ca urmare a comportamentului său de bun român, Nicolae Zugrav era arestat în anul 1916 de către autoritățile maghiare, ținut până în luna iulie 1918. În anul 1918 este ales vicepreședinte al Sfatului Național Român din comuna Lupeni, contribuind la menținerea ordinii din localitate în timpul agitațiilor din toamna anului 1918 .
De-a lungul păstoririi asupra tractului s-au clădit 10 biserici noi, 6 case parohiale și s-au renovat alte multe biserici și case parohiale. De preoți era recunoscut drept un părinte și îndrumător cu autoritate deplină. A fost printre întâii întemeietori ai ASTREI în Valea Jiului, al cărei președinte a fost atunci când s-a creat, în 1912, noul Despărțământ al Jiului. În ceea ce privește activitatea sa pe tărâm național, îl găsim prezent în toate mișcările naționale înainte, ca si după Unire..

## Activitatea politică

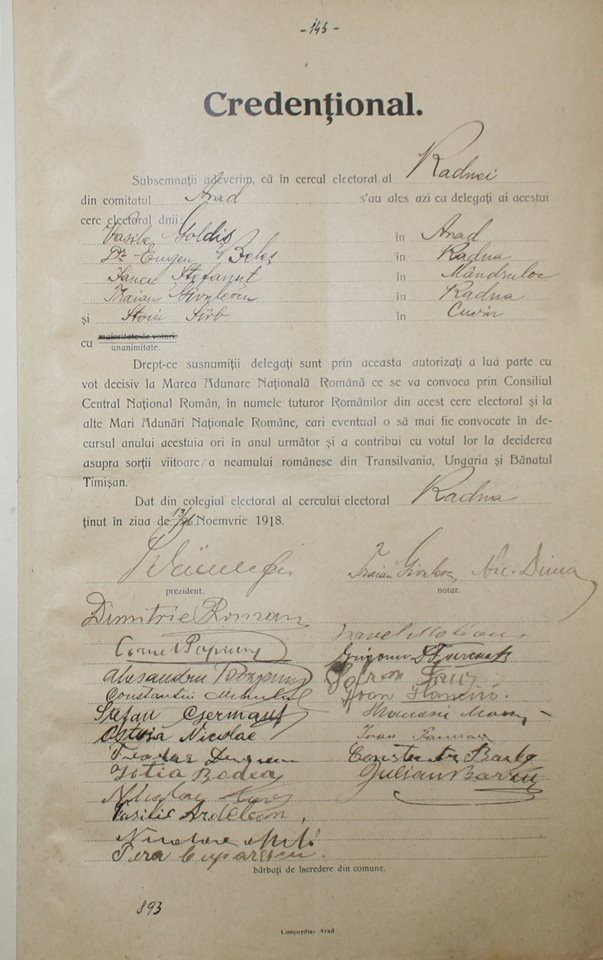
Credențional

Ca deputat în Adunarea Națională din 1 decembrie 1918 Nicolae Zugrav a fost delegat al Cercului electoral Hațeg :p. 229.
În zilele de 2,3 și 4 noiembrie 1919 și 7-8 noiembrie 1919 au loc alegeri în județul Hunedoara pentru Camera Deputaților, respectiv Senat. Dintre cei aleși pentru a reprezenta județul în primul parlament al României Mari s-au aflat și trei personalități de pe Valea Jiului: Ioan Duma, Valeriu Bociat și Nicolae Zugrav. Acesta din urmă a fost ales fără a mai fi votat, fiind primul candidat din circumscripția electorală Petroșani la funcția de senator .

## Recunoașteri
În anul 1921 episcopul Valeriu Traian Frențiu îl distinge cu titlul de canonic onorar . Ca urmarea a activității sale intense pe plan cultural, social și religios, a fost decorat de către regele Ferdinand cu ocazia vizitei sale în Valea Jiului din anul 1922 .